# Miklós Konkoly-Thege
Miklós Konkoly-Thege (Peste, 20 de janeiro de 1842 — Budapeste, 17 de fevereiro de 1916) foi um astrônomo e nobre húngaro.

## Vida
Estudou astronomia e física nas universidades de Budapeste (1857-1860) e Berlim (1860-1862). Após a graduação continuou a visitar os observatórios de Göttingen, Greenwich, Heidelberg e Paris. Durante o ano de 1871 Konkoly-Thege construiu em telescópio dentro de castelo onde residia, e em 1874 construiu um observatório nos jardins de seu palácio em Hurbanovo (em húngaro:  Ógyalla). Dados observacionais deste observatório foram usados por Radó von Kövesligethy para produzir o Ógyallan Catalogue of Spectra.

## Obras
- Praktische Anleitung zur Anstellung astronomischer Beobachtungen mit besonderer Rücksicht auf die Astrophysik, nebst einer modernen Instrumentenkunde, Braunschweig, 1883[2]
- Praktische Anleitung zur Himmelsphotographie nebst einer kurzgefassten Anleitung zur modernen photographischen Operation und der Spectralphotographie im Cabinet, Halle, 1887[2]
- Handbuch für Spectroscopiker in Cabinet und am Fernrohr. Halle, 1890  [2]